# Sisymbrium erysimoides
Sisymbrium erysimoides là một loài thực vật có hoa trong họ Cải. Loài này được Desf. miêu tả khoa học đầu tiên năm 1798.